# Sunset Beach (Califórnia)
Sunset Beach é uma Região censo-designada costeira localizada no Estado americano da Califórnia, no Condado de Orange. Situa-se a noroeste de Huntington Beach.
O código de área é 562.